# タイラー・グラスノー
- タイラー・グラスノウ
- タイラー・グラスナウ

タイラー・アレン・グラスノー（Tyler Allen Glasnow, 英語発音:/ˈtaɪlɚ ˈælən ˈglæsˌnaʊ/; 1993年8月23日 - ）は、アメリカ合衆国カリフォルニア州ロサンゼルス郡ニューホール出身のプロ野球選手（投手）。MLBのロサンゼルス・ドジャース所属。
姓のGlasnowは"GLASS-now"と発音され、これに基づき「グラスナウ」と表記するメディアもある。しかし、Now(ナウ)よりはSnow(スノー)の発音に近い一方で、実際にはどちらの発音とも異なる（3つとも違う発音）ため、カタカナで"正しい発音表記"をするのは困難である。

## 経歴

### プロ入りとパイレーツ時代
2011年のMLBドラフト5巡目（全体152位）でピッツバーグ・パイレーツから指名され、プロ入り。
2012年は、ルーキー級ガルフ・コーストリーグ・パイレーツ、A-級ステート・カレッジ・スパイクスに所属した。
2013年は、A級ウェストバージニア・パワーに所属した。最終的にシーズン111回を投げて防御率2.03、164奪三振を記録した
2014年は、A+級ブレイデントン・マローダーズに所属した。
2015年は、AA級アルトゥーナ・カーブに昇格した。足関節の負傷により一時A-級ウェストバージニア・ブラックベアーズに降格するも回復後、AA級アルトゥーナに復帰。その後AAA級インディアナポリス・インディアンスに昇格。オフの11月20日に40人枠入りした。
2016年は開幕をAAA級インディアナポリスで迎えた。7月7日にメジャー初昇格を果たした。同日のセントルイス・カージナルスとのデビュー戦で先発したが、5.1回を4失点の投球で敗戦投手となった。同年、メジャーでは7試合に登板、うち4試合が先発登板で、防御率4.24、0勝2敗、WHIP1.50という成績に終わり、メジャー初勝利はならなかった。ただ、23.1イニングながら24個の奪三振（奪三振率9.3）という好成績だった。なお、マイナーではAA級アルトゥーナ及びAAA級インディアナポリスで計22試合に先発登板し、防御率1.93、8勝3敗、WHIP1.17、116.2イニングで144奪三振という支配的な投球だった。
2017年1月20日、背番号を24に変更した。開幕前にMLB.comが発表したプロスペクトランキングでは9位だった。このシーズンは15試合（13先発）に登板し、防御率7.69だった。打撃では23打席で打率.294、OPS.749と好調だった。

### レイズ時代
2018年7月31日にクリス・アーチャーとのトレードで、オースティン・メドウズ及び後日発表選手と共にタンパベイ・レイズへ移籍した。背番号は20。移籍してからはすぐに先発ローテーションに組み込まれたが、1勝しかできなかった。レイズでは11試合に先発登板し、55.2回を投げ、防御率4.20、64奪三振だった。
2019年は開幕から好調で、4月は5勝0敗、防御率1.75を記録してピッチャー・オブ・ザ・マンスを受賞した。しかし、5月10日のニューヨーク・ヤンキース戦で右前腕部を痛めると、10日間の故障者リストに登録された。その後、60日間の故障者リストに移り、約4か月離脱。9月8日に復帰以降は少ないイニングではあったが好投で、最終成績は12先発（60.2回）で6勝1敗、防御率1.78だった。
2020年はCOVID-19の影響で60試合の短縮シーズンに。最終成績は11先発（57.1回）で5勝1敗、防御率4.08を記録し、奪三振率14.28と7暴投はリーグ1位だった。トロント・ブルージェイズとのワイルドカードシリーズでは、初戦をブレイク・スネル、2戦目をグラスノーで勝ち進んだ。アメリカンリーグディビジョンシリーズ（ALDS）では中2日の先発を経験した。ポストシーズンで5イニング以上の投球の後に中2日で登板したのは2004年のデレク・ロウ以来16年ぶりであった。ロサンゼルス・ドジャースとのワールドシリーズでは2試合とも敗戦投手となり、優勝を逃した。
2021年1月に年俸調停を回避し、1年400万ドルの契約に合意した。4月1日のマイアミ・マーリンズとの開幕戦で自身初となる開幕投手を務めた。6月15日に右肘内側側副靱帯の部分断裂と診断された。6月上旬から突如としてMLB機構が投手の粘着物質を一切禁止としたことが故障の原因であると明かした。8月4日にトミー・ジョン手術を受けてシーズンを終えた。このシーズンは14試合に登板して5勝2敗、防御率2.66、123奪三振、WHIP0.93などを記録した。
2022年9月に復帰登板をした。
2023年5月に復帰。7月は6試合に先発登板し、38.1回を投げて、防御率2.11、51奪三振を記録。この成績が評価され、8月2日に2019年4月以来通算2度目となるピッチャー・オブ・ザ・マンスを受賞した。

### ドジャース時代
2023年12月16日にライアン・ペピオ、ジョニー・デルカとのトレードで、マニュエル・マーゴットと共にロサンゼルス・ドジャースへ移籍した。また、移籍と同時にドジャースと5年総額1億3650万ドルの契約延長に合意した。2028年の契約は2100万ドルのプレイヤーオプションとなる。
2024年3月11日にMLB史上初となる韓国のソウルでのサンディエゴ・パドレスとの開幕戦で移籍初年度ながら通算2度目となる開幕投手を務めることが発表された。開幕前にはパドレスのペドロ・アビラ、タイラー・ウェイド、韓国代表の元兌仁と共に韓国の少年野球選手への野球教室に参加した。この際に元にボールの握りなどを伝授した。3月20日に開幕ロースター入りし、同日の開幕戦で開幕投手を務めた。

## 選手としての特徴
| 球種           | 割合 | 平均球速 | 平均球速 | 最高球速 | 最高球速 |
| 球種           | %    | mph      | km/h     | mph      | km/h     |
| -------------- | ---- | -------- | -------- | -------- | -------- |
| フォーシーム   | 51.6 | 97.0     | 156.1    | 100.7    | 162.1    |
| スライダー     | 32.2 | 87.5     | 140.8    | 92.3     | 148.5    |
| カーブ         | 13.7 | 83.5     | 134.4    | 88.3     | 142.1    |
| チェンジアップ | 2.5  | 91.5     | 147.2    | 93.6     | 150.6    |

203cmの長身から投げ下ろす最速101.4mphの速球と、縦に大きく割れるカーブの二球種で三振の山を築く本格派。パイレーツでエースだったゲリット・コールに匹敵する好素材という評価もあるが、現時点ではリリースポイントが不安定で制球に難がある。また、牽制やクイックにも課題が残っている。

## 詳細情報

### 年度別投球成績
| 年 度    | 球 団    | 登 板 | 先 発 | 完 投 | 完 封 | 無 四 球 | 勝 利 | 敗 戦 | セ 丨 ブ | ホ 丨 ル ド | 勝 率 | 打 者 | 投 球 回 | 被 安 打 | 被 本 塁 打 | 与 四 球 | 敬 遠 | 与 死 球 | 奪 三 振 | 暴 投 | ボ 丨 ク | 失 点 | 自 責 点 | 防 御 率 | W H I P |
| -------- | -------- | ----- | ----- | ----- | ----- | -------- | ----- | ----- | -------- | ----------- | ----- | ----- | -------- | -------- | ----------- | -------- | ----- | -------- | -------- | ----- | -------- | ----- | -------- | -------- | ------- |
| 2016     | PIT      | 7     | 4     | 0     | 0     | 0        | 0     | 2     | 0        | 0           | .000  | 105   | 23.1     | 22       | 2           | 13       | 0     | 3        | 24       | 2     | 1        | 13    | 11       | 4.24     | 1.50    |
| 2017     | PIT      | 15    | 13    | 0     | 0     | 0        | 2     | 7     | 0        | 1           | .222  | 305   | 62.0     | 81       | 13          | 44       | 2     | 2        | 56       | 3     | 0        | 61    | 53       | 7.69     | 2.02    |
| 2018     | PIT      | 34    | 0     | 0     | 0     | 0        | 1     | 2     | 0        | 4           | .333  | 243   | 56.0     | 47       | 5           | 34       | 2     | 1        | 72       | 7     | 1        | 28    | 27       | 4.34     | 1.45    |
| 2018     | TB       | 11    | 11    | 0     | 0     | 0        | 1     | 5     | 0        | 0           | .167  | 225   | 55.2     | 42       | 10          | 19       | 1     | 3        | 64       | 5     | 1        | 27    | 26       | 4.20     | 1.10    |
| '18計    | TB       | 45    | 11    | 0     | 0     | 0        | 2     | 7     | 0        | 4           | .222  | 468   | 111.2    | 89       | 15          | 53       | 3     | 4        | 136      | 12    | 2        | 55    | 53       | 4.27     | 1.27    |
| 2019     | TB       | 12    | 12    | 0     | 0     | 0        | 6     | 1     | 0        | 0           | .857  | 230   | 60.2     | 40       | 4           | 14       | 0     | 0        | 76       | 2     | 0        | 13    | 12       | 1.78     | 0.89    |
| 2020     | TB       | 11    | 11    | 0     | 0     | 0        | 5     | 1     | 0        | 0           | .833  | 238   | 57.1     | 43       | 11          | 22       | 0     | 0        | 91       | 7     | 0        | 26    | 26       | 4.08     | 1.13    |
| 2021     | TB       | 14    | 14    | 0     | 0     | 0        | 5     | 2     | 0        | 0           | .714  | 340   | 88.0     | 55       | 10          | 27       | 0     | 0        | 123      | 8     | 0        | 26    | 26       | 2.66     | 0.93    |
| 2022     | TB       | 2     | 2     | 0     | 0     | 0        | 0     | 0     | 0        | 0           | ----  | 26    | 6.2      | 4        | 1           | 2        | 0     | 0        | 10       | 1     | 0        | 1     | 1        | 1.35     | 0.90    |
| 2023     | TB       | 21    | 21    | 0     | 0     | 0        | 10    | 7     | 0        | 0           | .588  | 485   | 120.0    | 93       | 13          | 37       | 0     | 1        | 162      | 11    | 0        | 52    | 47       | 3.53     | 1.08    |
| 2024     | LAD      | 22    | 22    | 0     | 0     | 0        | 9     | 6     | 0        | 0           | .600  | 522   | 134.0    | 92       | 15          | 35       | 0     | 0        | 168      | 12    | 1        | 53    | 52       | 3.49     | 0.95    |
| MLB：9年 | MLB：9年 | 149   | 110   | 0     | 0     | 0        | 39    | 33    | 0        | 5           | .542  | 2719  | 663.2    | 519      | 84          | 247      | 5     | 10       | 846      | 58    | 4        | 300   | 281      | 3.81     | 1.15    |

- 2024年度シーズン終了時
- 各年度の太字はリーグ最高

### 年度別守備成績
| 年 度 | 球 団 | 投手（P） | 投手（P） | 投手（P） | 投手（P） | 投手（P） | 投手（P） |
| 年 度 | 球 団 | 試 合     | 刺 殺     | 補 殺     | 失 策     | 併 殺     | 守 備 率  |
| ----- | ----- | --------- | --------- | --------- | --------- | --------- | --------- |
| 2016  | PIT   | 7         | 0         | 2         | 1         | 1         | .667      |
| 2017  | PIT   | 15        | 4         | 7         | 1         | 0         | .917      |
| 2018  | PIT   | 34        | 6         | 7         | 1         | 0         | .929      |
| 2018  | TB    | 11        | 4         | 4         | 0         | 1         | 1.000     |
| '18計 | TB    | 45        | 10        | 11        | 1         | 1         | .955      |
| 2019  | TB    | 12        | 1         | 5         | 0         | 0         | 1.000     |
| 2020  | TB    | 11        | 4         | 5         | 0         | 0         | 1.000     |
| 2021  | TB    | 14        | 6         | 3         | 0         | 0         | 1.000     |
| 2022  | TB    | 2         | 0         | 0         | 0         | 0         | ----      |
| 2023  | TB    | 21        | 12        | 8         | 0         | 1         | 1.000     |
| 2024  | LAD   | 22        | 15        | 8         | 0         | 0         | 1.000     |
| MLB   | MLB   | 149       | 52        | 49        | 3         | 3         | .971      |

- 2024年度シーズン終了時

### 表彰
- ピッチャー・オブ・ザ・マンス：2回（2019年4月、2023年7月）

### 記録
- 開幕投手：2回（2021年、2024年）

### 背番号
- 51（2016年）
- 24（2017年 - 2018年7月30日）
- 20（2018年8月1日 - 2023年）
- 31（2024年 - ）